# 羅梅拉爾山
羅梅拉爾山是哥倫比亞的火山，位於該國西部卡爾達斯省，屬於安第斯山脈的一部分，山體主要由安山岩和英安岩組成，海拔高度3,858米，最近一次火山噴發在公元前5950年左右發生。